# 비-2
비-2(러시아어: Би-2)는 1980년대 후반에 창단된 러시아의 록 밴드이다. 2007년 MTV 러시아 음악상에서 최우수 록 상을 수상한 적이 있다.

## 역사

### 초기
1988년 벨로루시 소비에트 사회주의 공화국 바브리스크의 두 아마추어 배우 알렉산드르 "슈라" 우만과 이고리 "료바" 보트닉이 시초이다. 초기 밴드의 이름은 브랴타 포 오루지유(Братья по оружию)였고, 이후 베레그 이스티니(Берег истины, 진실의 만)가 되었다. 비-2는 베레그 이스티니-2의 약자이다. 이후 료바와 슈라는 여권상의 성을 비-2로 바꾸었다.
1990년대 초반 이스라엘로 이주한 후 이스라엘 시민권을 받았다. 1993년 슈라는 오스트레일리아로 이주했으나 료바는 이스라엘에 남아서 군 생활을 하였다. 이 시기에 료바와 슈라는 인터넷과 전화를 통하여 공동으로 작업하였다. 슈라는 오스트레일리아에서 밴드 이콘의 과거 구성원 디노 몰리나로와 마이클 알리아니와 함께 다크웨이브 밴드 치론을 결성하였다.

### 첫 앨범 이후
비-2의 첫 앨범 《베스폴라야 이 그루스트나야 류보비》(Бесполая и грустная любовь) 작업은 1997년부터 시작되었다. 료바는 작사를, 슈라는 작곡과 보컬을 담당하였다. 1998년 러시아에서 발매된 이 앨범은 당시 러시아 경제 위기 때문에 그 당시에 팔리지 않았다. 1998년 2월 료바가 치론에 합류해서 그룹은 다시 합쳐졌고, 료바는 잠시 동안 치론의 작곡을 맡았다.
채 2년도 지나지 않은 1999년 9월 막시드롬 록 축제에 참가하기 위하여 러시아로 이주하였다. 2000년 브라트2 영화에 등장했던 곡으로 다시 유명해졌다. 당시 비-2의 기획을 담당한 알렉산드르 포노마료프는 스플린과도 작업하고 있었다. 이후 2001년 앨범 《먀우 키스 미》(Мяу кисс ми), 2004년 《이노마르키》(ИNОмарки), 2006년 《몰로코》(Молоко)를 내놓았다.

## 정치적 입장
2022년, 러시아의 우크라이나 침공에 반대하며 침공을 지지하는 군사주의적 'Z' 배너가 걸린 공연장에서 노래하기를 거부하였다. 러시아에서의 콘서트는 취소되었고, 그들은 강제 이주를 해야만 하였다. 2023년 5월에 미국을 순회하였다. 료바는 소셜 네트워크에 러시아로 돌아가지 않을 것이라고 썼다.
2024년 1월 24일, 그룹 멤버들은 태국 푸켓에서 취업 허가 규정 위반 혐의로 체포되었고, 러시아 국적이라는 이유로 러시아로 추방될 위기에 처하였다. 벌금을 낸 후 그룹 멤버들은 구치소로 보내졌다. 이들 중 일부는 이스라엘과 호주 등 다른 국가의 국적도 가지고 있어 이 문제는 여러 국가와 관련된 외교적 관심사가 되었다.
이들의 입장과 자의적 구금의 실질적인 위험을 고려할 때, 국제앰네스티를 포함한 NGO는 태국 당국에 Bi-2 그룹 멤버들이 안전한 국가로의 출국을 허가할 것을 촉구하고 있었다. 2024년 2월 1일, 그룹 전체가 이스라엘로 보내졌다. 러시아 외무부는 태국에 그룹을 추방하도록 압력을 가하였다는 사실을 부인하고 이스라엘 당국에 "이스라엘 외교관들이 인질이 아니라면 적어도 일부 음악가들을 풀어줄 수 있다는 것을 보여주려는 이유를 잘 알고 있다"고 말하였다.

## 구성원
- 슈라 비-2: 보컬, 기타
- 료바 비-2: 보컬, 솔로 기타, 리듬 기타
- 콘스탄틴 찰리크: 기타
- 막심 안드류셴코: 바스 기타
- 보리스 리브시치: 드럼
- 야니크 니코렌코: 플루트, 키보드

## 음반 목록

### 미발매 음반
- 《Traitors Of Motherland》 (Изменники родины) (1988 — 1991)

### 정규 음반
- 《Sexless and Sad Love》 (Бесполая и грустная любовь) (1998)
- 《Bi-2》 (Би-2) (2000)
- 《Meow Kiss Me》 (Мяу кисс ми) (2001)
- 《Cars Of Foreign Make》 (Иnoмарки) (2004)
- 《Moloko》 (Молоко) (2006)
- 《Amusement Park》 (Лунапарк) (2009)
- 《Spirit》 (2011)
- 《#16plus》 (#16плю) (2014)
- 《Event Horizon》 (Горизонт событий) (2017)
- 《Hallelujah》 (Аллилуйя) (2022)

### 싱글
- 《세레브로》(Серебро) (2000년)
- 《볼키》(Волки) (2001년)
- 《마야 류보비》(Моя любовь) (2001년)
- 《페소크》(Песок) (2003년)
- 《메드레나야 즈베즈다》(Медленная звезда) (2005년, 디아나 아르베니나 공동 작업)
- 《무자》(Муза) (2008년, EP)

### 컴필레이션
- 《펠리니 투어》 (2001년, 그룹 스플린과 토마스와 공동 작업)

### 리믹스
- 《드럼》 (2002년)

### 프로젝트
- 《네쵸트니 보인》(Нечётный воин) (2005년)
- 《네쵸트니 보인 2》(Нечётный воин 2) (2008년)

### 인터넷 앨범
- 《비-2 라이브》 (2000년)
- 《Unplugged@16tons》 (2003년)
- 《파르티야 두도크》 (2004년)
- 《모기레브스키 로크-세즈드 1989》 (2005년)
- 《세디모이 덴》 (2006년, 사운드트랙)
- 《라리테트니》 (2006년)
- 《베즈 슬로브 I》 (2008년)
- 《베즈 슬로브 II》 (2008년)
- 《프레브라트노스티 수디비》 (2009년, OST)